# EE Волос Вероники
EE Волос Вероники (лат. EE Comae Berenices) — одиночная переменная звезда в созвездии Волос Вероники на расстоянии приблизительно 37508 световых лет (около 11500 парсек) от Солнца. Видимая звёздная величина звезды — от +16,9m до +15,5m.

## Характеристики
EE Волос Вероники — белая пульсирующая переменная звезда типа RR Лиры (RRAB)* спектрального класса A9. Эффективная температура — около 6190 K.